# Турятка
Туря́тка — село в Україні, у Тарашанській сільській громаді Чернівецького району Чернівецької області. Герб села є промовистим.

## Географія
На схід від села, за кілька кілометрів від кордону з Румунією, на висоті 410 м над рівнем моря бере початок річка Жижія, права притока Пруту (басейн Дунаю).

## Історія
З 24 серпня 1991 року село входить до складу незалежної України.

## Природоохоронні об'єкти
Неподалік від села розташовано 7 природоохоронних об'єктів:
- Букова ділянка (пам'ятка природи)
- Ділянка рідкісних рослин (пам'ятка природи)
- Праліс буково-дубовий (пам'ятка природи)
- Глинище (заповідне урочище)
- Дубовий праліс (заповідне урочище)
- Зруб (заповідне урочище)
- Праліс ясена звичайного (заповідне урочище)

## Відомі люди
- Галиць Георгій Костянтинович — журналіст, громадсько-політичний діяч. Народився 04.02.1966 р. у с. Турятка Глибоцького району. Закінчив Київський держуніверситет (журналіст) і Чернівецький (юрист). Служив у Радянській Армії. Працював кореспондентом райгазети «Будівник комунізму» (смт Глибока), кореспондентом, редактором відділу газети «Молодий буковинець», керівником прес-центру облвиконкому, директором інвестиційної компанії «Західна Україна», редактором «Нової буковинської газети», заступником керівника секретаріату Чернівецької ОДА; заступником голови Чернівецької обласної ради; заступником директора виробничо-комерційної асоціації «Сервіс-Колор», директором Буковинського центру політичних і економічних досліджень, керівником служби, директором адміндепартаменту, заступником Міністра праці та соцполітики України, консультантом, державним експертом, зав сектором Апарату РНБО України, першим заступником голови Чернівецької облдержадміністрації, начальником управління Фонду соціального страхування України у Київській області . У 1990-2010 роках обирався депутатом Чернівецької обласної ради (тричі) та Чернівецької міської ради. Заслужений працівник сфери послуг України, нагороджений орденами "За заслуги" 3 ступеня, Юрія Переможця (УПЦ КП), Байди-Вишневецького 3 ступеня, Почесною грамотою Кабінету Міністрів України, відомчими відзнаками РНБО України, Мінсоцполітики, МВС, МНС.
- Дудуц Ольга Георгіївна — депутат Верховної Ради УРСР 11-го скликання.
- Чирипюк Дмитро  Іванович — Заслужений діяч мистецтв України. Президент Благодійного фонду «Амадеус». Режпостановник Національного академічного театру ім. І. Франка. Народився 02.02.1959 р. у с. Турятка Глибоцького району. Навчався у театральній студії при театрі ім. І. Франка (м. Київ). Працював актором у Чернівецькому, пізніше в Івано-Франківському театрах. В Івано-Франківську створив Молодіжний театр. Згодом вступив на режисерський факультет Київського театрального інституту ім. І. Карпенка-Карого. Проходив практику у московському Ленкомі. У театрі ім. І. Франка поставив п'єсу «Поминальна молитва» разом з Б. Ступкою і згодом став режисером. Творчий доробок становить понад 200 різних постановок.

## Галерея

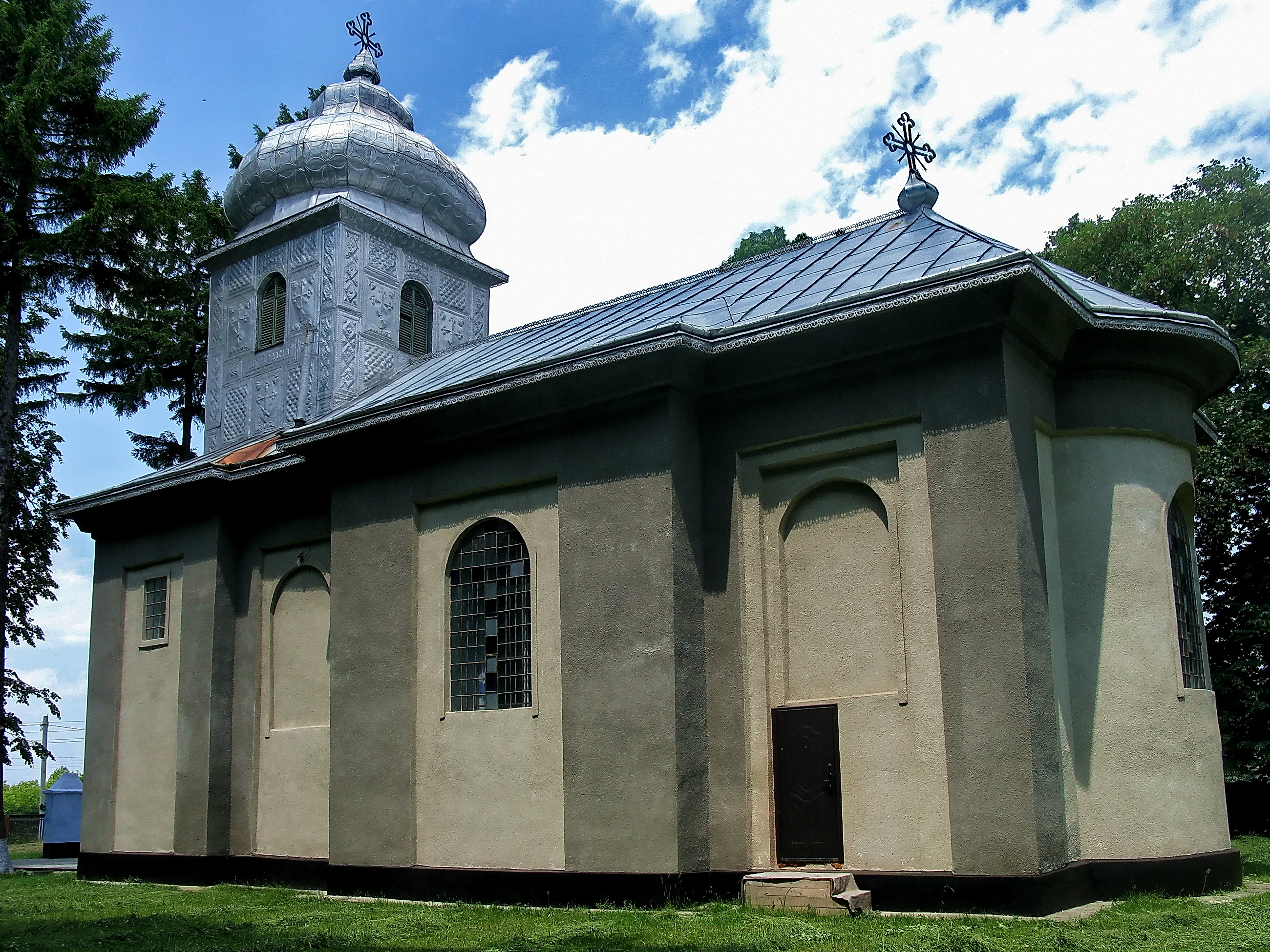
Успенська церква
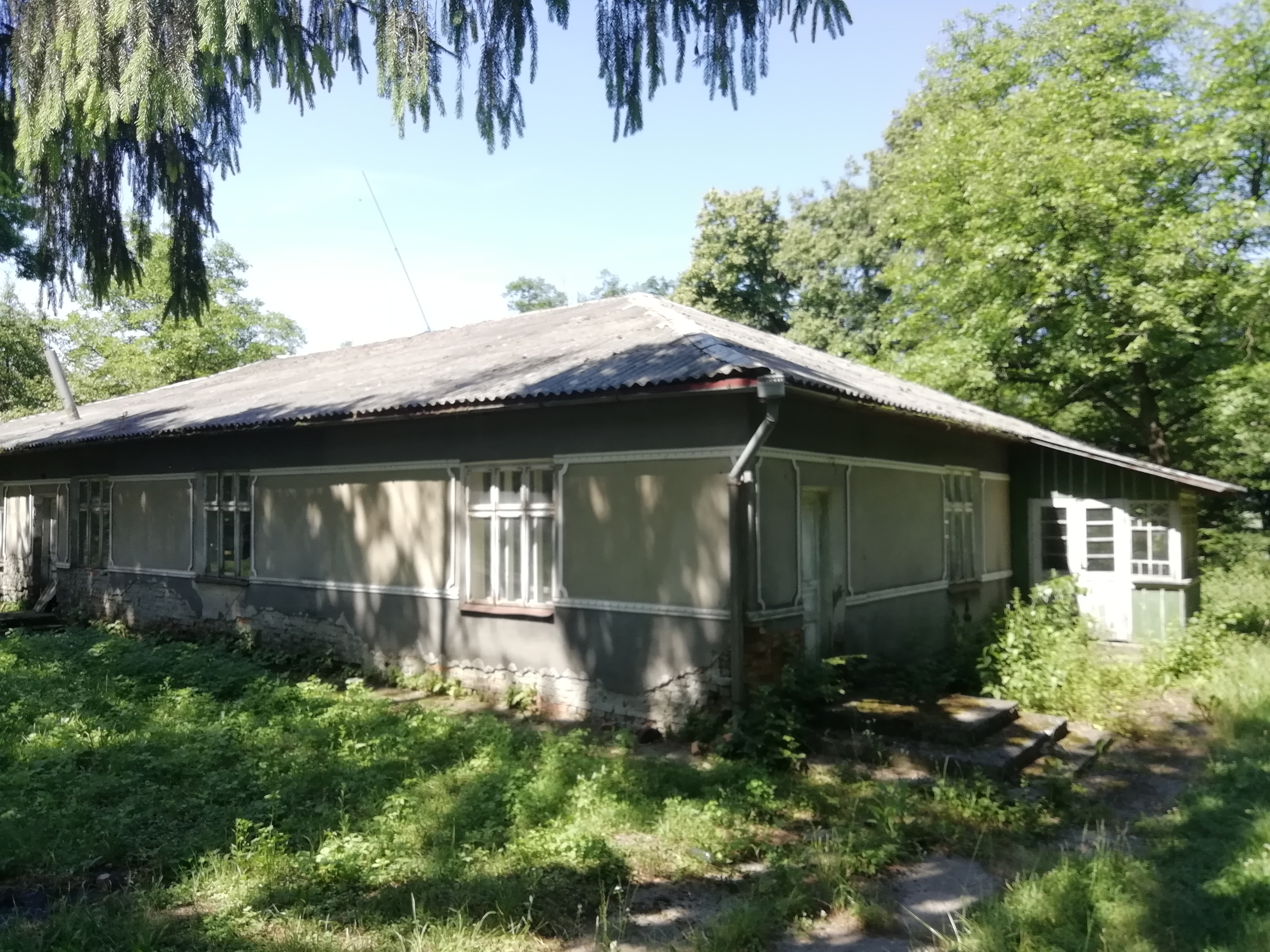
Будинок застави
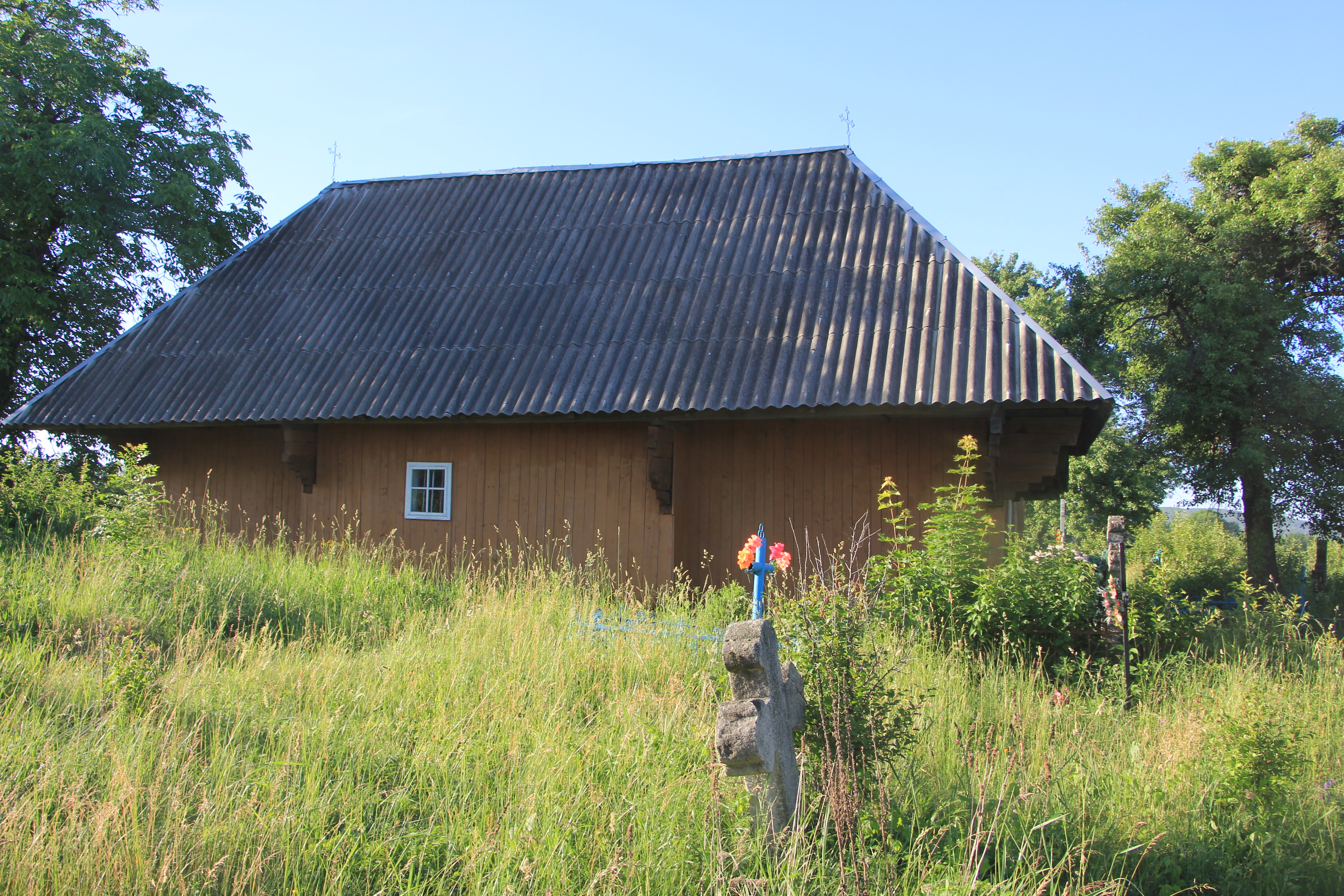
Дерев'яна церква
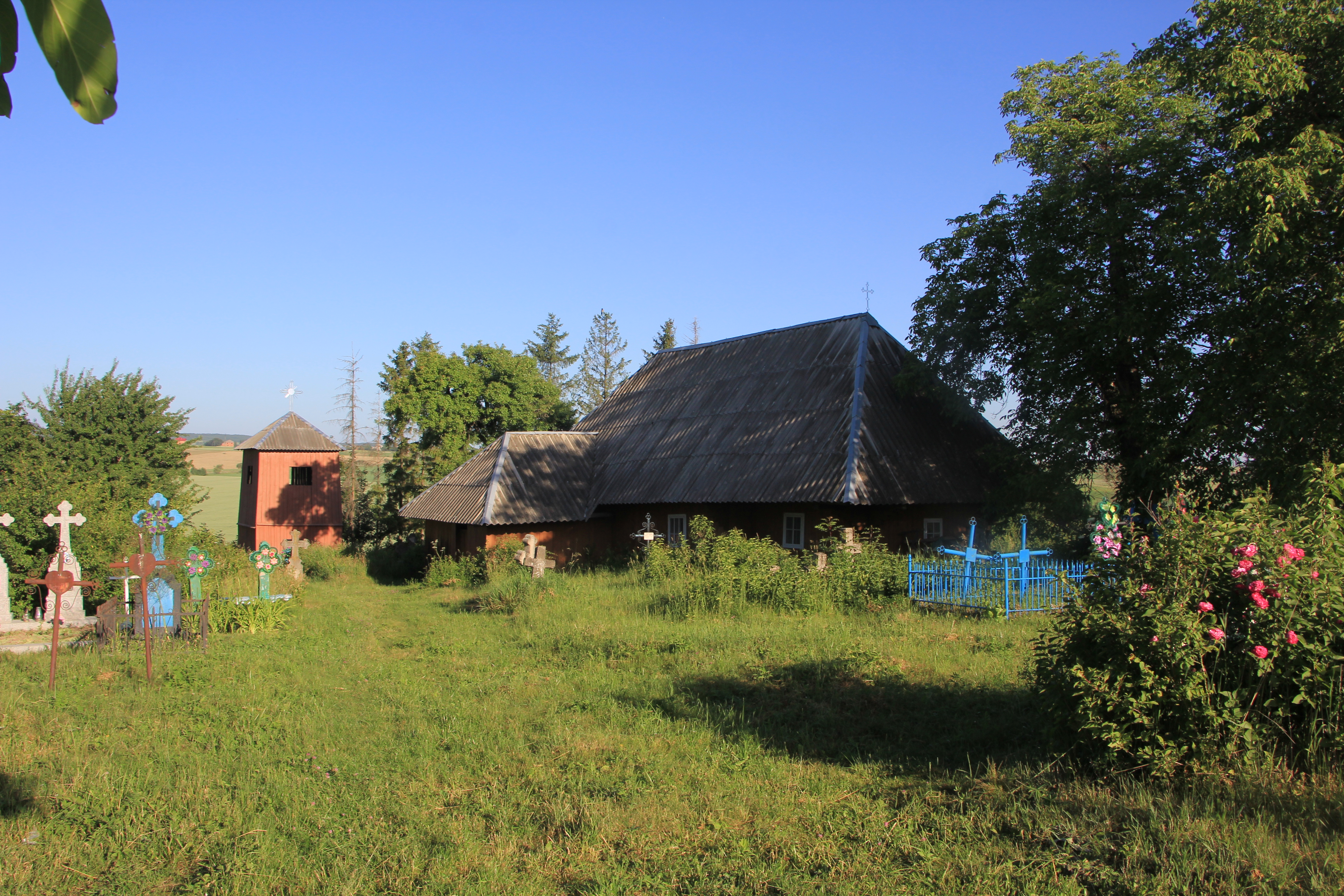
Церква